# CYFIP1
CYFIP1‏ (Cytoplasmic FMR1 interacting protein 1) هوَ بروتين يُشَفر بواسطة جين CYFIP1 في الإنسان.